# Antiga església de Sant Valentí de les Cabanyes
L'Antiga església de Sant Valentí de Les Cabanyes és una capella romànica medieval, de l'últim terç del segle xiii, situada a la població de Les Cabanyes, a l'Alt Penedès, inclosa a l'Inventari del Patrimoni Arquitectònic de Catalunya, i que conserva en el seu interior uns frescos gòtics de finals del segle xiii i inicis del XIV.

## Descripció
És una antiga església parroquial romànica, d'una sola nau amb un transsepte irregular, acabat amb un absis llis, i amb diverses capelles afegides durant l'Edat Moderna. El campanar d'espadanya va ser refet en la part superior durant el segle xviii. La porta es troba a la façana sud, decorada amb motllures. A l'exterior dels murs del transsepte i de l'absis s'hi observen els murs originals de l'últim terç del segle XIII. Mentre que als murs exteriors de les capelles barroques s'hi poden observar uns extraordinaris carreus. El mes de Juny de 1981, un grup d'alumnes de l'Escola Internacional de Pintura mural que organitza anualment la Diputació de Barcelona, van estar treballant a Sant Valentí, estudiant i restaurant les pintures murals gòtiques del seu interior, que daten des de finals d'entre finals del segle xiii fins a inicis del segle xiv.

## Història
El territori que ocupa formava part del terme d'Olèrdola, i consta que va ser venut per Berenguer Bonfill a l'orde de l'Hospital l'any 1135, això la converteix en una de les primeres comandes de l'orde a Catalunya, després de Cervera i Barcelona el 1121. Tingué Comanadors propis del 1162 al 1798. L'hospital de Sant Valentí del terme del Castell d'Olèrdola ja existia l'any 1135. La importància creixent de Vilafranca del Penedès feu desplaçar aviat els comanadors i també s'hi traslladaren l'hospital i la preceptoria; aleshores la casa de Les Cabanyes restà com a simple propietat.